# Kilimandžaro (regija)
Kilimandžaro je jedna od 30 regija u Tanzaniji. Središte regije je u grad Moshiju.

## Zemljopis
Regija Kilimandžaro nalazi se na sjeveru Tanzanije na granici s Kenijom, prostire se na 13.309 km². Susjedne tanzanijske regije su Tanga na jugoistoku, Manyara na jugu i Arusha na zapadu. 

## Stanovništvo
Prema popisu stanovništva iz 2002. godine u regiji živi 1.381.000 stanovnika dok je prosječna gustoća naseljenosti 103.764 stanovnika na km².
Ranih 1950-ih oko 32 000 afričkih sadilaca kave bilo je učlanjeno u tada najuspješniju zadrugu Britanske Istočne Afrike, Kilimandžarsku domorodačku zadrugu S.O.J. Samo narod Čaga posjedovao je 12 000 000 kavinih stabala.

## Podjela
Regija je podjeljena sa sedam distrikta Rombo, Hai, Moshi Rural, Moshi Urban, Mwanga, Siha i Same.

## Vanjske poveznice
- Kilimanjaro Službena stranica na swahili jeziku
- Kilimandžaro regija  Arhivirana inačica izvorne stranice od 2. rujna 2012. (Wayback Machine)